# Jelizaveta Lazareva
Jelizaveta Dmitrijeva Lazareva (Russisch: Елизавета Дмитриевна Лазарева) (Rjazan, 3 september 2002) is een Russisch voetbalspeelster die als middenveldster speelt. Ze speelt anno 2022 voor Zenit Sint-Petersburg.

## Interlandcarrière
Op 16 februari 2022 debuteerde Lazareva voor het Russische nationale voetbalelftal bij hun eerste wedstrijd op de Pinatar Cup. In die wedstrijd scoorde ze meteen haar eerste doelpunt als international.

## Clubcarrière
Op 12 september 2018 maakte Lazareva haar debuut in de Champions League voor Ryazan. Ze viel 5 minuten voor het einde van de wedstrijd in. De wedstrijd werd verloren met 0-1. 
Bijna exact 1 jaar later op 25 september 2019 mocht ze 79 minuten meedoen in de Champions League wedstrijd tegen grootmacht Olympique Lyon. Ze verloren de wedstrijd met 7-0.
In januari 2021 verhuisde Lazareva van Ryazan naar concurrent Zenit Sint-Petersburg.